# Königreich East Anglia

Das Königreich East Anglia in frühangelsächsischer Zeit

Das Königreich East Anglia oder Königreich Ostanglien war eines der langlebigen angelsächsischen Königreiche der Heptarchie.

## Geschichte
Archäologische Funde belegen, dass die Civitas Venta Icenorum in Norfolk bereits vor 450 n. Chr. als eines der ersten Gebiete Britanniens von Angelsachsen besiedelt wurde. Möglicherweise waren Norfolk („Nord-Volk“) und Suffolk („Süd-Volk“) zunächst eigenständige Königreiche. Die königliche Dynastie scheint ihren Ursprung in Suffolk zu haben, wo der Königssitz Rendlesham lag und Bestattungsplätze hochrangiger Personen in Sutton Hoo und Snape gefunden wurden. Die frühe Geschichte East Anglias ist kaum dokumentiert. Als erste Könige gelten Wehha, der um 571 starb und sein Sohn Wuffa (um 571–578), der Begründer der Dynastie der Wuffinger, deren Stammbaum bis auf Wodan zurückgeführt wurde. Der erste „historische“ König war Rædwald (um 593–um 625), der als Bretwalda anerkannt wurde. Diese Vormachtstellung verlor East Anglia nach Raedwalds Tod an Northumbria.
Sigebert leitete um 630 die Christianisierung East Anglias ein und holte den Missionar Felix als ersten Bischof nach Dommoc (vermutlich Dunwich). In den 640er Jahren wurde East Anglia von Penda bedrängt und geriet in zunehmende Abhängigkeit von Mercia. 825 erlangte Egbert von Wessex die Vorherrschaft über Mercia und dessen Vasallenstaat East Anglia. Seit den 840er Jahren unternahmen die Wikinger Raubzüge und überwinterten 865/866 und 869/870 in East Anglia. Der letzte angelsächsische König, Edmund, fiel 869/870 im Kampf gegen die Wikinger, wurde in Bury St. Edmunds begraben und später heiliggesprochen. Seit 879 siedelten sich Dänen unter ihrem König Guthrum an.
Trotz dänischer Besiedlung hinterließ das Danelag kaum Spuren in Form von Ortsnamen. Die kirchlichen Strukturen hingegen lösten sich auf: Die Bistümer Elmham und Dunwich blieben vakant und die Klöster wurden aufgegeben. Im Jahr 917 eroberten die Angelsachsen unter Edward dem Älteren East Anglia in der Schlacht von Tempsford zurück, das als Earldom (Grafschaft) im Königreich England aufging.

## Könige von East Anglia
| Name           | von      | bis     | Notiz                        |
| -------------- | -------- | ------- | ---------------------------- |
| Wehha          | 6. Jh.   | ~571    | erster König von East Anglia |
| Wuffa          | ~571     | 578     |                              |
| Tyttla         | ~578     | 593/599 |                              |
| Rædwald        | ~593/599 | um 625  |                              |
| Eorpwald       | um 625   | 627/628 |                              |
| Ricbert        | ~628     | 630/631 |                              |
| Sigebert       | 630/631  | um 637  | Heiliger                     |
| Ecgric         | um 637   | um 640  |                              |
| Anna           | um 640   | 654     |                              |
| Æthelhere      | 654      | 655     |                              |
| Æthelwald      | 655      | 664     |                              |
| Ealdwulf       | 663/664  | 713     |                              |
| Ælfwald        | 713      | 749     |                              |
| Hun            | 749      | ?       |                              |
| Beorna         | 749      | um 760  |                              |
| Æthelberht I.  | 749      | ?       | (auch Alberht)               |
| Æthelred I.    | um 760   | um 780  |                              |
| Æthelberht II. | um 780   | 793/794 | Heiliger                     |
| -              | 794      | 796     | zu Mercia                    |
| Eadwald        | 796      | um 800  |                              |
| -              | um 800   | 827     | zu Mercia                    |
| Æthelstan      | 827      | um 845  |                              |
| Æthelweard     | um 845   | 855     |                              |
| Edmund         | 855      | 870     | Heiliger                     |
| Æthelred II.   | um 875   |         |                              |
| Oswald         | um 875   |         |                              |
| -              | um 880   | 917     | dänische Unterkönige         |
| -              | 917      | -       | zu Wessex                    |